# Phia Saban
Sophia Alison M. Boreham Saban (Londres, 19 de setembro de 1998) é uma atriz inglesa. Ela é mais conhecida pelos seus papéis na série de televisão medieval The Last Kingdom, e na produção de fantasia da HBO, House of the Dragon.

## Biografia
Phia nasceu no distrito londrino de Hackney, como filha de Mark Saban e Penelope "Penny" Boreham. A família se mudou para a cidade de Oxford quando ela tinha cinco ou seis anos de idade. Ela tem um irmão mais novo, Gabriel.
Ela se formou na instituição Guildhall School of Music and Drama em 2020.

## Filmografia

### Televisão
| Ano           | Título              | Papel             | Notas                        |
| ------------- | ------------------- | ----------------- | ---------------------------- |
| 2020          | Christabel          | Bela              | Drama da BBC Radio 3         |
| 2022          | The Last Kingdom    | Elfuína           | 10 episódios (5.ª temporada) |
| 2022-presente | House of the Dragon | Helaena Targaryen | Personagem principal         |